# Manhwa
Ne doit pas être confondu avec Manhua.
Manhwa (hangeul : 만화, prononciation: /man.hwa/) est le nom donné à la bande dessinée en Corée ; ce terme est aussi utilisé à l'étranger pour désigner la bande dessinée coréenne.
Part importante de la culture coréenne, le manhwa est un art populaire que l'on peut retrouver sur différents supports : papier, ordinateur et téléphone mobile. Cette extension lui permet de le rendre accessible à une plus grande partie de la population, augmentant ainsi sa popularité.
La Corée du Sud est aujourd'hui l'un des premiers pays producteurs de bandes dessinées du monde.
Un auteur de manhwa est appelé un manhwaga.

## Histoire du manhwa

### Les origines
Comme le manga japonais et le manhua chinois, le manhwa est fortement influencé par l'art classique asiatique et plus particulièrement chinois. Les gravures anciennes (xylographie) du Xe siècle, très perfectionnées, servaient à diffuser les canons bouddhiques dans la population. Dans la gravure coréenne Bomyeongshibudo (보명십우도/普明十牛圖), une vache raconte une fable bouddhique. La page y est découpée en cases et l'image, au-dessus du texte, illustre celui-ci.
On retrouve l'art séquentiel propre à la bande dessinée.
Durant la période Joseon, l'art coréen s'affirme:
- Les portraits peints sont paisibles et non dépourvus d'humour. Cette tradition se retrouve dans les illustrations des couvertures des romans populaires, les affiches, et plus tard dans les premières bandes dessinées.
- La littérature s'épanouit. Les poèmes narratifs chantés (Kasa가사), les romans populaires (Japga 잡가), le pansori (판소리) mais aussi les spectacles de clown, donnent tous une place importante à la narration et n'hésitent pas à critiquer la société. On retrouve ces caractéristiques (l'importance de la narration, la critique de la société) dans le manhwa.

Le manhwa s'est donc développé sous une double influence : la tradition épique et l'art pictural oriental fondé sur la ligne.

### Des débuts sous occupation japonaise (1909-1945)

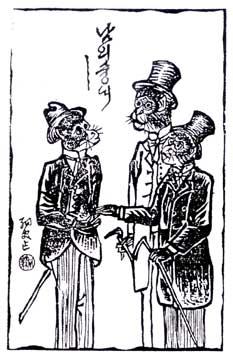
Caricature de Lee Do-yeong, 1909.

Le 30 octobre 1883, paraît le premier journal coréen: Hanseongsunbo 한성순보/漢城旬報. D'autres vont suivre, mais seront contrôlés par le gouvernement. Dans ces premiers journaux, on ne trouve pas de bandes dessinées mais de nombreuses illustrations aidant à la compréhension de l'actualité.
Le 2 juin 1909, avec la première apparition du Daehanminbo 대한민보/大韓民報, apparaît le premier manhwa. En première page, sous le titre Saphwa (삽화), les Coréens peuvent découvrir l'œuvre du caricaturiste Lee Do-yeong (이도영). Gravés sur bois, les manhwa de Lee Do-yeong cherchent à réveiller l'esprit du peuple coréen à travers une œuvre à la fois satirique (les fonctionnaires pro-japonais y sont représentés sous des traits de singes) et didactique.
La publication des manhwa de Lee Do-yeong n'a duré qu'un an. En effet, en août 1910, c'est le début de l'occupation japonaise et le Daehanminbo est supprimé. La presse, tout comme le pays, est contrôlée d'une main de fer. Mais à la suite du soulèvement du 1er mars 1919, le Japon relâche légèrement son emprise sur la presse et en 1920 de nouveaux titres sont publiés, dont des manhwa. Les caricatures y tiennent toujours une place de choix et connaissent une production importante grâce aux concours de bandes dessinées organisés par les journaux.
À partir de 1924, avec le manhwa Les vains efforts d'un idiot (Meongteongguri heonmulkyeogi 멍텅구리 헛물켜기) de Noh Su-hyeong (노수형), publié dans le Chosun Ilbo (조선일보/朝鮮日報), le manhwa commence à adopter les conventions de la bande dessinée occidentale (les cases et surtout les bulles). Les premiers recueils et journaux spécialisés sont publiés. Le manhwa s'affirme comme le média privilégié pour critiquer le joug de l'oppression japonaise. Parallèlement, le gouvernement japonais publie de nombreuses bandes dessinées de propagande, pour soutenir la production de riz ou en direction de la jeunesse afin de l'inciter à s'engager dans l'armée.

### Accompagner des temps difficiles (1945-1980)
Avec la Libération, le pays est sous administration américaine et soviétique. Les organes de presse retrouvent en partie leurs libertés et les manhwa satiriques y font une réapparition. Le premier personnage populaire, Le Professeur Kojubu de Kim Yong-hwan (김영환), fait son apparition dans le Seoul Times. De nouvelles revues sont créées et des revues de manhwas pour adultes voient le jour. Le 15 septembre 1948, Kim Yong-hwan fonde le Manhwa Haengjin (만화행진/漫畵行進) (le manhwa en marche), qui est la première revue entièrement consacrée à la BD. Celle-ci doit cependant cesser sa parution dès le deuxième numéro, victime d'une censure toujours forte. Cependant l'année suivante, le 13 mars 1949, Manhwas news commence sa parution hebdomadaire avec beaucoup de succès, elle continuera pendant un an. Cette revue publie les meilleurs dessinateurs de l'époque : Kim Seong-hwan (김성환), Kim Yong-hwan (김영환), Shing Dong-heon (신동헌), Kim Eu-hwan (김의환) ou encore Lee Yong-chun (이영천). Au Japon à la même époque, la bande-dessinée s'émancipe des quotidiens d'information et devient un genre populaire autonome.
Avec la guerre de Corée, le manhwa retrouve une place centrale dans la propagande des deux côtés du conflit. Les dessinateurs sont mobilisés et produisent de nombreux tracts, particulièrement au sud. Le soldat Todori de Kim Yong-hwan, qui exalte le courage des soldats, rencontre un énorme succès. La censure se durcit à nouveau et les caricaturistes trop critiques sont sévèrement condamnés. Cependant, pour accompagner une société durement touchée par la guerre et la misère, et notamment les enfants, les revues de manhwa multiplient les récits d'aventure et fantaisistes comme Le docteur Hendel de Choi Sang-gwon (최상권). Ces récits sont publiés dans des revues à petit prix, sur un papier de très mauvaise qualité et dont aujourd'hui il ne reste que très peu d'exemplaires. Ces revues, appelées les takji manhwa (딱지만화) et sont publiées à Pusan permettant à de jeunes auteurs de se lancer. Avec les takji, le manhwa et la BD commence à se diversifier pour s'adapter aux goûts des lecteurs de plus en plus nombreux et divers. Par ailleurs, c'est avec eux que le manhwa a pris sa forme contemporaine, avec des cases et des bulles.
La fin de la guerre de Corée marque le début d'une période prolifique pour le manhwa. Et se prolonge jusqu'au milieu des années 1960 et est accompagnée par l'ouverture et le succès très rapide des premières librairies de prêt qui permettent de louer et lire des bandes-dessinées : les manhwabangs 만화방/漫畵房. Le marché commence à se structurer, des maisons d'éditions spécialisées sont créés comme Manhwa Segyesa 만화세계사 et de nombreux éditeurs indépendants se lancent dans l'aventure et de nouvelles revues arrivent sur le marché comme la très populaire Arirang 아리랑. On commence à publier des albums de 200 pages avec des récits complets, favorisant l'éclosion de longs récits dramatiques dans lesquels excellent par exemple Park Ki-jeong (박기정) ou Kim Jong-rae (김정래). Mais cette expérience d'une bande dessinée en album sera de courte durée. En effet, le succès des manhwabangs qui favorisent la rencontre entre manhwas et public, y met rapidement un terme au profit de nombreuses revues. Cet engouement pour le manhwa permet aux auteurs de vivre plus confortablement, mais aussi aux maisons d'éditions de lancer et révéler de nouveaux dessinateurs. Chacun apportant leur nouvelle forme de manhwa.
Le manhwa de la fin des années 1950 et du début des années 1960 est très diversifié. Si le genre dominant est le myeongrang manhwa (명랑 만화/明朗 漫畵) (manhwa humoristique pour adulte de 3 ou 4 pages), la BD coréenne de narration se développe et s'épanouit et avec elle une nouvelle génération de manhwaga (만화가/漫畵家).
Shin Dong-u (신동우), Kim San-ho (김산호) et Park Ki-dang (박기당) créent le manhwa de science fiction et le manhwa fantastique tandis que Park Ki-jeong (박기정) développe le manhwa historique et revient sur l'époque de l'occupation japonaise dans Poktana (폭탄아/爆彈兒) (La Bombe) qui raconte les aventures d'un jeune coréen qui se bat contre les japonais en Mandchourie. Les sunjeong manhwa (순정만화/純情漫畵) deviennent un genre à part entière avec Kwon Yeong-seop (권영섭), Choi Sang-rok (최상록), Jo Won-ki (조원기) ou Jang Eun-ju (장은주). Mais cette période d'euphorie est de courte durée. Après le coup d'État du 16 mai 1961, le manhwa va décliner sous les assauts de la censure qui mine la créativité des auteurs. Le distributeur et maison d'édition Habdong Munwhasa (합동문화사) prend le contrôle de la distribution des manhwas et rachète les éditeurs de manhwa. En 1966 il instaure le monopole sur l'édition et la distribution des manhwas. Bien que la BD coréenne se retrouve prisonnière à la fois de la censure de l'État et du monopole de Habdong Munwhasa, elle continue à travers des aventures comiques pour les enfants et des récits dramatiques pour adultes à réconforter les coréens. Les sujets contemporains sont délaissés au profit des longs romans graphiques historiques, emblématiques du manhwa des années 1970 permettant de critiquer discrètement le pouvoir en place. Les Coréens se reconnaissent dans les luttes contre le féodalisme à la fin de la Période Joseon ou les mésaventures de leurs ancêtres. Ces manhawas permettent aux Coréens d'apporter du divertissement et de réconfort dans une période difficile, de se réapproprier leur histoire après les censures de l'occupation japonaise et les longues années de guerre.
La première longue série historique, est publiée par le quotidien Ilgan Sports en 1972 : Im Keog-jeong (임꺽정) de Go U-yeong (고우영) qui est l'un des auteurs phares de cette période avec les autres séries tels que Suhoji (수호지/水滸志), Samgukji (삼국지/三國志) adaptation de l' Histoire des Trois Royaumes qui fut son plus grand succès, Chohanji (초한지/楚漢志), Seoyuki (서유기/西遊記) ou Garujikijeon (가루지기전). Ces longs récits historiques n'étaient pas dépourvus d'humour et de situations dramatiques. C'est également dans l'Ilgan Sports qu'est publiée à partir de 1974, la série Goindol (고인돌) de Park Su-dong (박수동). Cette série paraît pendant 18 ans. Avec un trait très original soutenu par un ton direct et humoristique. Park Su-dong, traite des rapports hommes/femmes tout en y introduisant discrètement un érotisme alors interdit.
 L'hebdomadaire Sunday Seoul domine le marché du manhwa dans les années 1970, grâce aux drames historiques de Bang Hak-ki (방학기) qui se distinguent du reste de la production par la qualité de leurs scénarios et le naturalisme des dialogues. Mais ces premiers succès importants des manhwas pour adultes n'éclipsent pas pour autant le manhwa pour la jeunesse dont les revues sont florissantes. Ces bandes-dessinées sont optimistes et joyeuses. Parmi les auteurs, les plus sollicités et plébiscités, on compte Kil Chang-deok (길창덕), Yun Seung-hun (윤승훈), Park Su-dong (박수동) et Shin Mun-su (신문수).

### Renaissance et dynamiques du manhwa dans les années 1980
En 1981, Kim Su-jeong (김수정) s'inspire du manhwa pour enfants des années 1970 pour réaliser Dooly le petit dinosaure (아기공룡 둘리) qui sera le premier manhwa à être adapté en dessin-animé et à être l'objet de nombreux produits dérivés. C'est aussi le premier héros de manhwa antipathique. Cette réussite spectaculaire marque les débuts du renouveau du manhwa.
En 1982, Lee Hyeon-se (이현세) change radicalement en le mode de diffusion des manhwas en publiant en plusieurs gros volumes Gongpoui Oeingudan (공포의 외인구단) (Une redoutable équipe de baseball), histoire d'une équipe de losers qui, à force d'entrainements, bat les équipes japonaises. Ce récit remporte immédiatement un important succès et relance la lecture dans les manhwabangs délaissés dans les années 1970. De nombreux auteurs vont à leur tour publier sous cette forme à l'image de Heo Yeong-man (허영만) ou Park Ki-jeong (박기정). Ce genre est favorisé par les manhwabangs qui veulent offrir à leurs lecteurs ce type de manhwas. Certains d'entre eux se regroupent pour publier et louer ces récits en exclusivité. Des auteurs travaillent exclusivement pour les manhwabang et s'y font connaître avant de travailler pour des revues. Des réseaux de manhwabangs commencent à se mettre en place, portés par ces nouveaux récits qui veulent reproduire le succès de Gongpoeu Oeingudan qui devient le modèle du genre : avec un héros pauvre, énergique est amoureux d'une jeune fille belle et riche. Également soutenues par les manhwabangs, les revues de manhwas prospèrent. Les récits y sont publiés par épisodes avant de sortir en volume. Ce sont des revues hebdomadaires ou bi-hebdomadaires. La première à avoir rencontré un grand succès est Bomulseom 보물섬 (L'Île au trésor) créé en 1982 qui publie Lee Hyeon-se (이현세) et Hwang Mi-na (황미나). Suivent de nombreuses revues qui se livrent une compétition acharnée qui a pour effet de sectoriser le marché en fonction de critères générationnels, sexuels ou de goûts. Les manhwas féminins que la censure avait interdits dans les années 1970, reviennent en force au milieu des années 1980 avec des auteures comme Kim Hye-rin (김혜린), Kang Gyeong-ok (강경옥) ou Hwang Mi-na (황미나). En 1990, le magazine Renaissance qui traite exclusivement de sunjeong manhwa est créé. On trouve aussi des magazines spécialisés dans la science-fiction et l'heroic fantasy.
À partir de la manifestation du 10 juin 1987, la censure s'apaise et les premiers récits contemporains et réalistes de Lee Hee-jae (이희재) font leur apparition. Les dessins de presse comme ceux de Park Jae-dong (박재동) qui avaient initié les débuts du manhwa retrouvent leur ton satirique. De nombreux jeunes artistes, principalement des femmes, choisissent le manhwa comme moyen d'expression, soutenus financièrement par la dynamique du marché et des salles de prêt.

### Le manhwa aujourd'hui[4]
Depuis la fin des années 1980, les mangas sont autorisés sur le marché coréen et remportent un grand succès. Face à un déclin qualitatif des manhwas, le manga s'est peu à peu imposé. Mais, très vite le marché et les auteurs ont su réagir. Des revues comme IQ Jump ou Young Champ ont été créées sur le modèle des revues japonaises et les auteurs ont laissé libre cours à leurs désirs créatifs. Ainsi Yang Young-soon (양영순) a traité des fantasmes sexuels masculins dans Nudl Nude (1995) qui sera adapté en film d'animation. La violence quotidienne est abordée par Lee Yoo-jeong (이유정). Les femmes se sont davantage intéressées au rendu du quotidien, aux sentiments et à la conscience humaine. Cette recherche dans tous les genres de styles personnels et innovateurs a favorisé l'éclosion de nombreuses maisons d'éditions, revues et collectifs indépendants relayés par les manhwabangs. À partir de la crise des années 1997-1998, ceux-ci ont encore renforcé leur emprise sur le marché et la part des mangas est en diminution.
La société coréenne très dynamique suit les modes avec une extrême rapidité ; aussi, le manhwa produit de nombreux genres, parfois influencés par les mangas, et s'adapte à des modes de lecture nouveaux. Les jeunes auteurs recherchent des innovations radicales tant dans le style des dessins que dans les supports choisis. Le taux de pénétration 
de l'internet haut débit, qui est l'un des plus importants du monde, favorise la diffusion des manhwas par internet. Les sites des manhwabangs proposent d'acheter des pages de manhwas par internet. Un nouveau marché est en plein développement : les manhwas de quatre cases, sonorisés, que l'on télécharge et lit sur son écran de téléphone mobile. Toutes les sociétés de téléphone mobile proposent des manhwas à leurs abonnés, faisant travailler des dizaines de studios.
L'État cherche aujourd'hui à diffuser et faire connaître les manhwas, encore méconnus et trop souvent assimilés aux mangas, au reste de monde. Ceux-ci commencent à être publiés en Europe, aux États-Unis et au Japon.

## Situation économique du manhwa en Corée
| Année | Titres | Part (%) | Albums     | Part (%) |
| ----- | ------ | -------- | ---------- | -------- |
| 1990  | 4 130  | 9        | 6 833 681  | 2,7      |
| 1991  | 4 142  | 15,4     | 5 820 160  | 4,1      |
| 1992  | 4 694  | 15,9     | 5 413 195  | 3,8      |
| 1993  | 4 644  | 15       | 7 206 497  | 4,9      |
| 1994  | 4 930  | 14,2     | 10 827 510 | 6,6      |
| 1995  | 4 699  | 14,6     | 13 359 340 | 8,4      |
| 1996  | 5 592  | 17,3     | 18 021 725 | 10,2     |
| 1997  | 6 297  | 18,7     | 23 605 460 | 11,1     |
| 1998  | 8 122  | 22       | 33 025 623 | 17,3     |
| 1999  | 9 134  | 26       | 36 665 233 | 32,5     |
| 2000  | 9 329  | 26,6     | 44 537 041 | 39,4     |
| 2001  | 9 177  | 26,5     | 42 151 591 | 35,9     |

En 2001, la production a rapporté 156 millions de wons dont la moitié grâce aux ventes en librairies ou grandes surfaces, l'autre moitié grâce aux ventes aux manhwabangs. Le marché des manhwabangs représente en 2001 un marché de 514 millions de wons. Le marché semble stabilisé après la crise des années 1997-1998. Il se consolide.
Sur ce marché, on compte un peu plus de 500 maisons d'édition dont 400 publient moins de 20 titres par an et une dizaine plus de 100 titres. Parmi les maisons d'édition les plus importantes, on peut citer :
- Daewon C&I[6]
- Séoulmunhwasa[7]
- Sigongsa[8]
- Édition Haksan[9]
- Chorokbarmagics[10]
- Saï manhwa

## Les auteurs et les oeuvres[11]

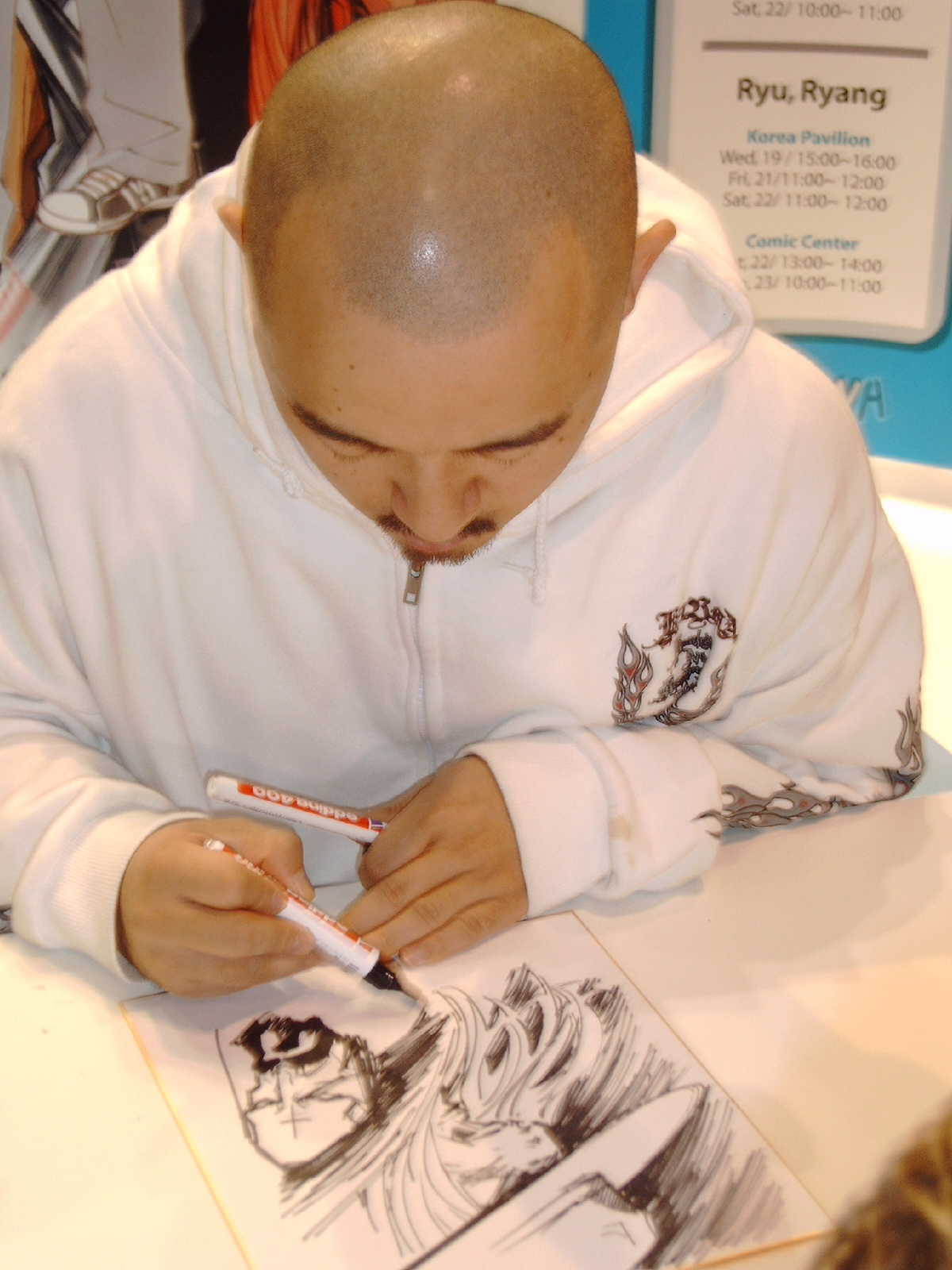
Le manhwaga Hyung Min-woo, 2005.

- Lee Do-yeong 이도영 (1884-1933 ou 1885-1934)
- Ahn Seok-ju 안석주 (1901-1950)
- Kim Yong-hwan 김영환 (1912-1998)
- Park Ki-dang 박기당 (1922-1979)
- Im Chang 임창 (1923-1982)
- Kim Jong-rae 김종래 (1927-2001)
- Kil Chang-deok 길창덕 (1929-2010)
- Kim Seong-hwan 김성환 (1932-2019)
- Park Ki-jeong 박기정 (né en 1934)
- Kim Won-bin 김원빈 (né en 1935)
- Kim San-ho 김삼호 (né en 1939)
- Go U-yeong 고우영 (1939-2005)
- Bang Yeong-jin 방영진 (1939-1999)
- Park Su-dong 박수동 (né en 1941)
- Lee Jeong-mun 이정문 (né en 1941)
- Yun Seung-un 윤승언 (né en 1943)
- Lee Du-ho 이두호 (né en 1943)
- Kang Cheol-su 강철수 (né en 1944)
- Heo Yeong-man 허영만 (né en 1947)
- Kim Hyeong-bae 김형배 (né en 1947)
- Kim Su-jeong 김수정 (né en 1950)
- Kim Dong-hwa 김동화 (né en 1950)
- Lee Hee-jae 이희재 (né en 1952)
- Park Jae-dong 박재동 (né en 1952)
- Lee Hyeon-se 이현세 (né en 1954)
- Oh Se-yeong 오세영 (né en 1955)
- Kim Jin 김진 (née en 1960)
- Hwang Mi-na 황미나 (née en 1961)
- Kim Hye-rin 김혜린 (née en 1962)
- Shin Il-suk 신일석 (née en 1962)
- Kang Gyeong-ok 강경옥 (née en 1965)
- Kim Youn-kyung 김연경
- Son Hee-joon 손희준
- Park Kun-woong 박건웅 (né en 1972)
- Ancco (née en 1983)

## Types de manhwa
- Manmun manhwa (만문만화/滿文漫畵), manhwa en une seule case.
- Myeongrang manhwa (명랑만화/明朗漫畵), manhwa humoristiques pour adultes.
- Sonyung manhwa, pour adolescent, équivalent du shōnen japonais[12].
- Sunjeong manhwa (순정만화/純情漫畵), destinés au lectorat féminin, équivalent du shōjo japonais.
- Chungnyun, pour jeunes adultes (15 à 30 ans), équivalent du seinen japonais[13].
- Takji manhwa (딱지만화), manhwa d'aventure qui se passent en Occident. Leur âge d'or se situe dans les années 1950[2].

## Manhwa en France
Grâce au succès récent du manga japonais en France, le manhwa commence, timidement, à être publié en France. La Corée fut l'invitée d'honneur du 30e Festival international de la bande dessinée d'Angoulême en 2003.
Cependant, le manwha a encore du mal à trouver son public. Les éditions SEEBD (collections Saphira et Tokebi) ont ainsi fait faillite en 2008. Une partie de leurs titres a été reprise par Samji qui est aujourd'hui en cessation d'activité.

### Éditeurs de manhwa en français
- 6 pieds sous terre
- Akileos
- Asuka
- Atrabile
- Booken Manga
- Cambourakis
- Casterman (collection hanguk)
- Clair de Lune
- Cornélius
- Delitoon
- Delcourt
- Éditions du temps
- FLBLB
- Éditions Paquet (collection Asie)
- Éditions Philippe Picquier
- Saphira (interrompu)
- Éditions Sarbacane
- Éditions Tokebi (interrompu)
- Génération comics
- Kami
- Kana
- Kantik
- Kbooks
- Ki-oon
- Kwari
- Kymera (label Drakosia)
- Milan Presse
- Meian
- Pika Édition
- Samji (interrompu)
- Soleil Productions - Gochawon
- Vertige Graphic
- Wetta WorldWide
- Xiao Pan (interrompu)
- Ypnos
- Webtoon

### Manhwa publiés en France (par éditeur et titre français)
- Kana :
  - Angel Dick fut en 1997 le premier manhwa édité en France
  - Collection « Made in » :
    - Cosmos
    - Cours, Bong-gu !
    - Mijeong
    - Nouilles Tchajang
    - La Vie des gosses

- Casterman, collection « Hanguk » :

- Delitoon

- Tokebi

- Saphira

- Génération Comics :
  - Island

- Asuka :
  - Crazy Love Story
  - Mémoires du masque
  - One
  - Redrum 327

- Éditions Paquet :
  - Angry
  - Crush On You
  - La Bicyclette Rouge
  - Taeguk

- Ego comme x :
  - Histoire d'un couple

Kami :
- - Xs
  - Mille et une nuits

- Soleil Productions :

- Ki-oon :
  - Witch Hunter
  - Kurokami

- Samji :
  - Chiro
  - Dangoo
  - Demon King
  - Horror Collector
- Kwari
  - Legend
  - Les Ailes du Phénix
  - Love Pop
  - Martin & John
  - Metal Heart
  - Palais
  - Platina
  - Recette Castella
  - Rure
  - Space China Dress
  - Summit
  - Sweet Blood
  - The Big Bluff
  - The Bullet Saint
  - The Queen's Knight
  - Totally Captivated
  - Trois sœurs jumelles
  - Unbalance x Unbalance
  - Venue des Cieux
  - Veritas
  - Witchcraft Troops
  - Yegrina
  - Yongbi
  - Yureka
- Komogi
  - Wind Breaker (manhwa)

### Magazine sur le manhwa
- Tokebi Magazine (2003-2006, parution interrompue après 26 numéros)

## Cinéma
Les adaptations basées sur les bandes dessinées coréennes sont relativement variées. En effet, il y a de plus en plus d'animations basées sur les manhwas qui ont notamment explosé en 2021-2022. Il en sort environ 2 ou 3 animations chaque année avec un rythme de production et de sortie similaires aux animes.
De plus, des séries dramatiques en live-action et des adaptations de Manhwa ont été récemment adapté dans les années 2010 Full house en 2004 et Goong (« Palace » ou « Princess Hours » ) en 2006 ont été reconnu comme les meilleurs drama de leur année respective.
En 2004, Blade of the Phantom Master a été adapté en film d’animation par une équipe coréeano-japonaise.
SamBaka produit There She Is!! en 2004, il développe la relation entre un lapin et un chat.
The Great Catshy a été joué sous forme de comédie musicale en 2006. En 2007, le webtoon a été primé pour son adaptation en Live - action. Ce titre a aussi été adapté en long métrage la même année.
War of money, dramatisé et diffusé en 2007, a attiré beaucoup d’attentions pour sa bande sonore et ses acteurs.
Priest, un manhwa de Hyng Min-Woo, a été adapté dans un film d’action américain sorti en 2011. Il a été produit par Michael DeLuca et réalisé par Scott Stewart et met en vedette Paul Bettany en tant que personnage titre.

En 2020, Tower of God, God of High School et Noblesse ont connu des adaptations japonaises via Crunchyroll.
En 2020, Sweet Home a été adapté en série d’action par Netflix.
En 2020-2021, True Beauty a été adapté en série qui a eu beaucoup de succès après le succès de la bande dessinée coréenne.
Plus récemment en 2022, Netflix diffuse une adaptation Live-action du Manhwa All of Us Are Dead.
Avec en plus en 2022, Annarasumanara a été adapté en série coréenne The Sound of Magic.
Toujours en 2022, Business Proposal qui a été adapté en série devenue très populaire.

#### À propos du manhwa
- (fr) Un dossier sur le manhwa sur le site Animeland

#### Festivals en Corée
- (ko + en) Bucheon International Comics festival
- (ko + en) Séoul International Comics
- (ko + en) International festival of comics and animation

#### Associations de manhwa
- (ko) The Korean Cartoonist Association
- (ko) Korean Women Cartonnist Association
- (ko) Amateur Comics Association
- (ko) Korea Amateur Comic Land

#### Centres d'études et d'information
- (ko + en) Korean Society of Cartoon & Animation Studies
- (ko + en) Seoul animation center
- (ko + en) Puchon Cartoon Information Center